# Sportiwnaja (stacja metra w Nowosybirsku)
Sportiwnaja (ros. Спортивная) – jedna ze stacji linii Leninskiej, znajdującego się w Nowosybirsku systemu metra. Stacja nie została nigdy ukończona i pozostaje niedostępna dla ruchu pasażerów.

## Charakterystyka
Położona na terenie rejonu lenińskiego. W planach nowosybirskiego metra stacja Sportiwnaja miała znajdować się jeszcze przed rzeką Ob jako ostatnia stacja, po której pociągi metra musiałyby przekroczyć rzekę przez liczący 2145 metrów tzw. most metra. Nazwa pochodzić miała od kompleksu sportowego, który miał zostać ulokowany na tym obszarze. W trakcie budowy mostu okazało się, że kompleks sportowy nie powstanie. Tym samym istnienie w tym miejscu stacji nowosybirskiego metra okazało się bezsensowne, gdyż prowadziłaby ona tylko do plaży nad rzeką. Okazało się też, że do projektu stacji zakradły się błędy - nie uwzględniono nawierzchni oraz struktury gruntu terenów leżących w bezpośrednim sąsiedztwie rzeki. Wszystko to sprawiło, że budowa stacji nie została ukończona. Pozostawiono ją w takiej formie, by w przyszłości, w przypadku zmiany sytuacji i nowego planu zagospodarowania przestrzennego, mogła ona zostać dokończona.
Po roku 2000 pojawiła się możliwość, że budowa stacji zostanie dokończona. Władze miasta Nowosybirska rozpoczęły poszukiwania inwestorów, którzy skłonni byliby zagospodarować nieużywane ziemie leżące nad brzegami Obu. Obecnie w planie jest budowa na tym terenie wielkiego kompleksu hal wystawienniczych, kilku hoteli oraz sali koncertowej. Rewitalizacja tego terenu miasta ma wiązać się z ukończeniem budowy stacji Sportiwnaja Nowosybirskiego Metra. Mimo że stacja nigdy nie została uruchomiona i pozostaje nieczynna w niektórych publikacjach jest ona uwzględniana na mapach metra w Nowosybirsku.